# おひつじ座アルファ星
おひつじ座α星は、おひつじ座で一番明るい恒星で2等星。

## 概要
春分点は現在うお座の領域にあるが、歳差により天球上を移動するため、2,000年以上前のホメロスの時代にはこの星のわずか9度南にあった。精密な観測により視直径が正確に測定されている他、周辺減光まで検出されている。

## 名称
学名はα Arietis（略称はα Ari）である。固有名のハマル (Hamal) はアラビア語で「子羊（lamb）」を表す الحمل（al-ḥamal, アル＝ハマル）に由来する。元々アラビアで羊をモチーフにした星座の名前であったのがこの星の名前として定着したもので、「（子）羊の頭」という意味の رأس الحمل（raʾs al-ḥamal, ラアス・アル＝ハマル）とも呼ばれた。
2016年7月20日に国際天文学連合の恒星の命名に関するワーキンググループ (Working Group on Star Names, WGSN) は、Hamalをおひつじ座α星の固有名として承認した。